# 아에로티탄
아에로티탄(Aerotitan)은 대형 아즈다르코과 익룡으로, 백악기 후기에 현재 북부 아르헨티나에 파타고니아에 해당하는 지역에서 살았던 개체이다.
아에로티탄은 현재까지 알려진 대형 익룡들 중 하나이기 때문에, 종명의 뜻은 그리스 신화의 티탄(titan)으로부터 유래했을 것이라 추측된다.

## 발견
아에로티탄은 2012년 페르나도 노바스, 마틴 컨드라트, 페데리코 아그놀린 등에 의해 명명되고 기술되었다.
아에로티탄의 표본 중 MPCN-PV 0054는 파타고니아의 바조 데 아리아가다 현장 근처, 상부 앨런 층에서 회수되었다. 원래 설명에 따르면 이는 보존된 길이가 264mm인 부분 연단으로 구성되었다. 이 주둥이는 길쭉하고 가로로 압축되어 있으며 턱에는 이가 없었다. 날개 폭은 최소한 5m로 추정되었다. 2021년 한 연구에서는 표본이 윗턱이 아닌 아랫턱을 대표한다는 결론을 내리기도 했다.